# Medalles del Cercle d'Escriptors Cinematogràfics de 2017
La cerimònia de lliurament de les medalles del Cercle d'Escriptors Cinematogràfics de 2017 va tenir lloc el 29 de gener de 2018. És considerada com la 73a edició de aquestes medalles, atorgades per primera vegada setanta-dos anys abans pel Cercle d'Escriptors Cinematogràfics (CEC). Els premis tenien per finalitat distingir als professionals, estudiosos i difusors del cinema espanyol i— en menor mesura— del d'altres països pel seu treball durant l'any 2017. La cerimònia es va celebrar als cinemes del Palacio de la Prensa de Madrid i va ser presentada pel duo format pels actors Alfonso Sánchez i Alberto López, «els compadres».
Es van lliurar un total de vint-i-dues medalles; les mateixes de l'edició anterior més la nova Medalla de la Solidaritat destinada a promoure els valors al cinema. La més premiada va ser la pel·lícula en llengua anglesa La llibreria, que va obtenir cinc medalles entre les quals es trobaven la de millor pel·lícula i millor director.
Els premis destinats als intèrprets van ser patrocinats per Artistes Intèrprets, Societat de Gestió (AISGE) i la Medalla de la Solidaritat, per La Caixa. Després de la cerimònia de repartiment de medalles es va projectar la pel·lícula libanesa El insulto.

## Medalles competitives

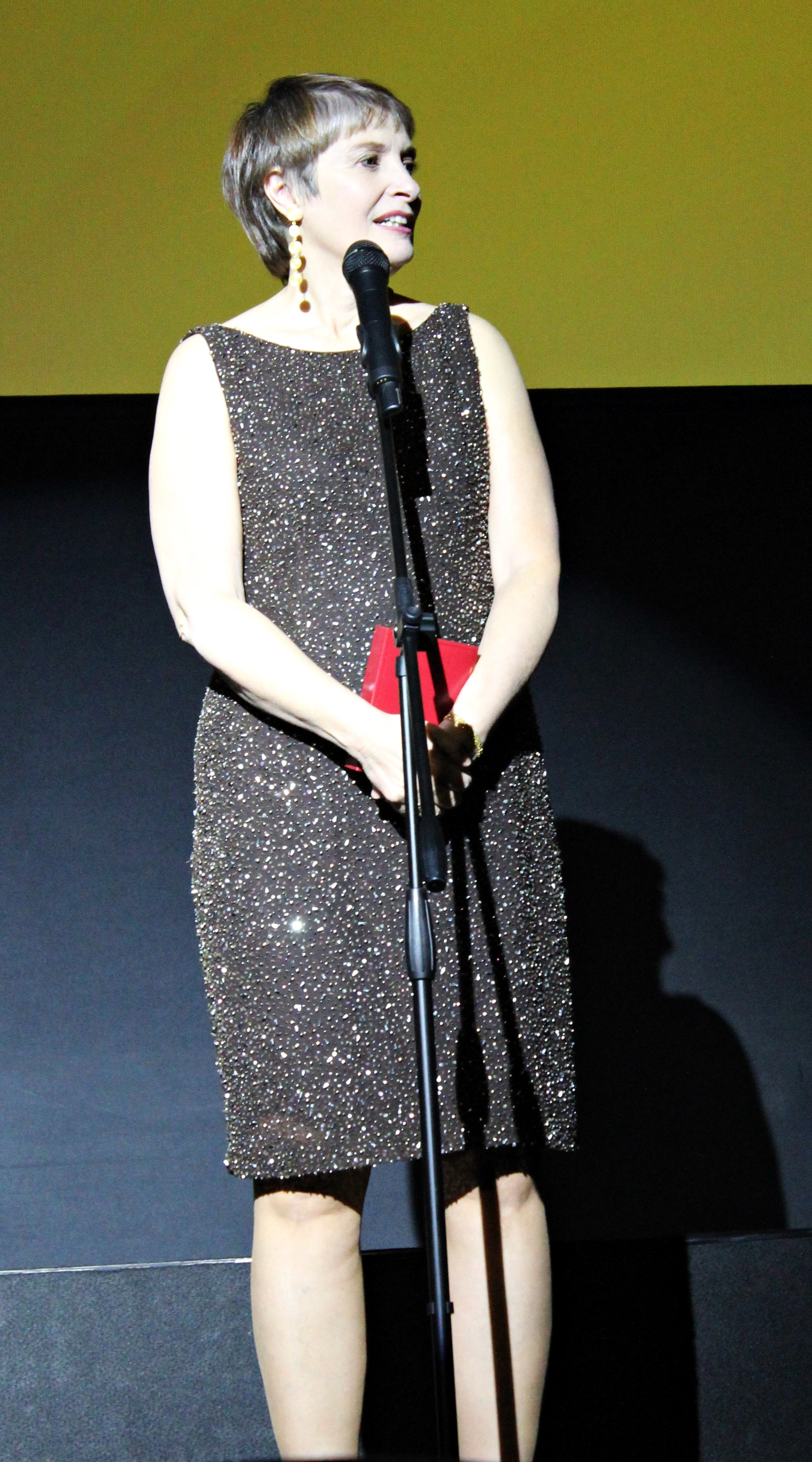
Assumpta Serna va rebre la Medalla d'honor.

| Millor pel·lícula | Millor direcció |
| --- | --- |

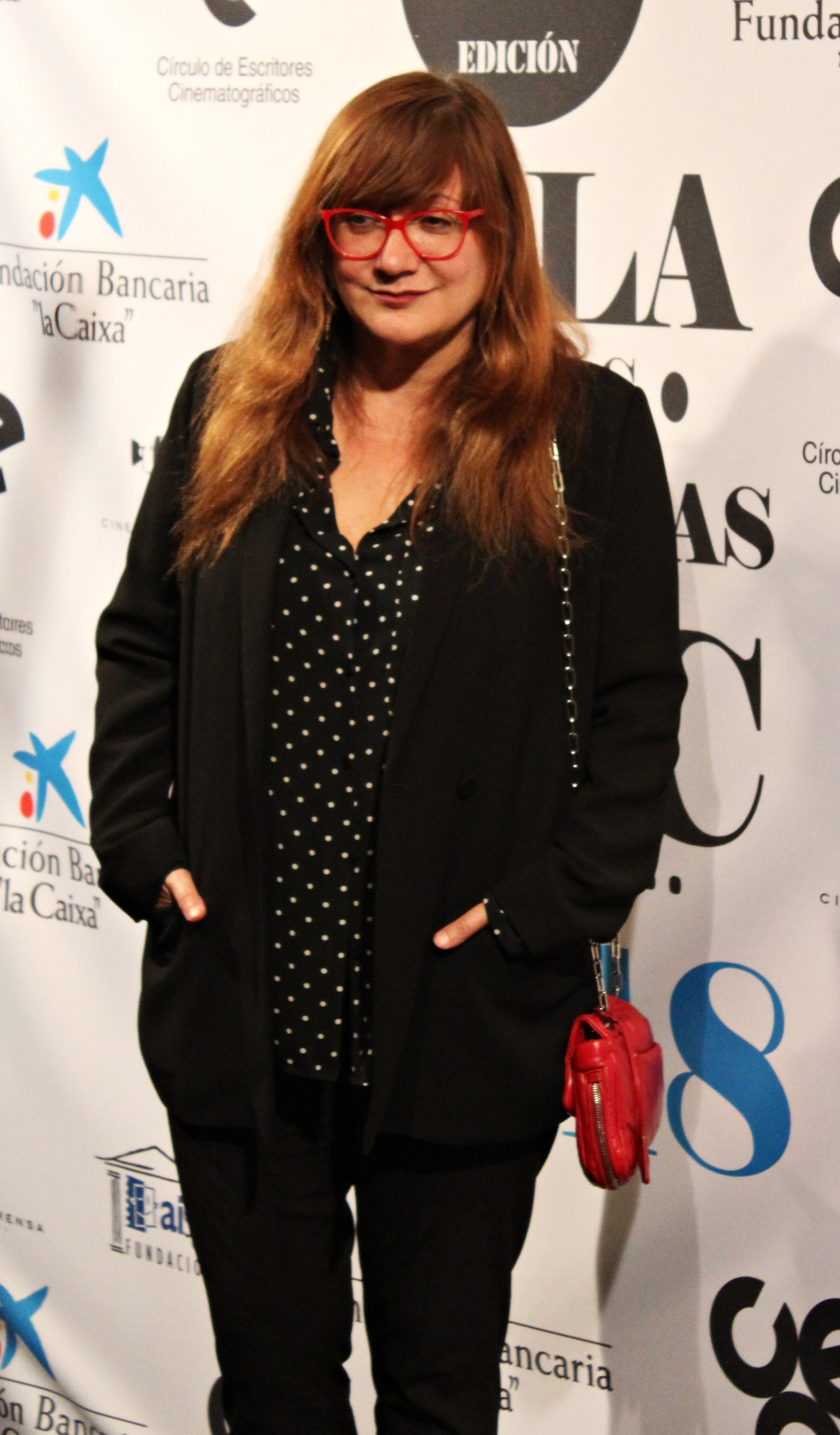
Isabel Coixet va rebre les cinc medalles de La llibreria.

| - La llibreria - El autor - Estiu 1993 - Handia | - Isabel Coixet per La llibreria - Manuel Martín Cuenca per El autor - Álex de la Iglesia per Perfectos desconocidos - Aitor Arregi Galdos i Jon Garaño per Handia |
| Millor actor protagonista | Millor actriu protagonista |
| - Javier Gutiérrez Álvarez per El autor - Antonio de la Torre per Abracadabra - Eduard Fernández per Perfectos desconocidos - Andrés Gertrúdix per Morir                                 | - Nathalie Poza per No sé decir adiós - Maribel Verdú per Abracadabra - Marian Álvarez per Morir - Emily Mortimer per La llibreria |
| Millor actor secundari | Millor actriu secundària |
| - Bill Nighy per La llibreria - David Verdaguer per Estiu 1993 - Antonio de la Torre per El autor - José Mota per Abracadabra                                                            | - Lola Dueñas per No sé decir adiós - Anna Castillo per La llamada - Belén Cuesta per La llamada - Adelfa Calvo per El autor |
| Millor guió original | Millor guió adaptat |
| - Carla Simón per Estiu 1993 - Aitor Arregi Galdos, Jose Mari Goenaga Balerdi i Jon Garaño per Handia - Pablo Berger per Abracadabra - Fernando Navarro i Paco Plaza per Verónica        | - Isabel Coixet per la llibreria - Manuel Martín Cuenca i Alejandro Hernández per El autor - Javier Ambrossi i Javier Calvo Guirao per La llamada - Agustí Villaronga i Coral Cruz per Incerta glòria - Jorge Guerricaechevarría i Álex de la Iglesia per Perfectos desconocidos |
| Millor direcció revelació | Millor fotografia |
| - Carla Simón per Estiu 1993 - Javier Ambrossi i Javier Calvo Guirao per La llamada - Lino Escalera per No sé decir adiós - Adolfo Martínez per Zona hostil                              | - Jean-Claude Larrieu per La llibreria - Pau Esteve Birba per El autor - Migue Amoedo per La llamada - Josep Maria Civit i Fons per Incerta glòria |
| Millor actor revelació | Millor actriu revelació |
| - Eneko Sagardoy per Handia - Santiago Alverú per Selfie - Pol Monen per Amar - Miguel Martín per El pastor                                                                              | - Sandra Escacena per Verónica - Bruna Cusí per Estiu 1993 - Adriana Paz per El autor - Laia Artigas per Estiu 1993 |
| Millor llargmetratge documental | Millor llargmetratge d'animació |
| - Muchos hijos, un mono y un castillo de Gustavo Salmerón - Saura(s) de Félix Viscarret - Cantábrico, los dominios del oso pardo de Joaquín Gutiérrez Acha - Converso de David Arratibel | - Tadeu Jones 2: El secret del rei Mides d'Enrique Gato - Deep de Julio Soto Gúrpide - Nur eta herensugearen tenplua de Juan Bautista Berasategi Luzuriaga |
| Millor música | Millor muntatge |
| - Pascal Gaigne per Handia - Alfons de Vilallonga i Serra per La llibreria - Eugenio Mira per Verónica - Roque Baños per Zona hostil                                                     | - Martí Roca per Verónica - Laurent Dufreche i Raúl López per Handia - Ana Pfaff i Dídac Palou per Estiu 1993 - Bernat Aragonés per La llibreria |
| Millor pel·lícula estrangera | |
| - La La Land, de Damien Chazelle - Dunkerque de Christopher Nolan - Coco, de Lee Unkrich - Lumière! L'aventure commence, de Thierry Frémaux - Lady Macbeth, de William Oldroyd           | |
| Medalla d'honor | |
| A l'actriu Assumpta Serna | |
| Medalla a la labor de promoció del cinema | |
| Primitivo Rodríguez | |
| Medalla a la labor periodística | |
| Al programa de RNE De película | |
| Medalla a la labor literària | |
| A l'editorial Notorius Ediciones | |
| Medalla a la solidaritat | |
| Los demás días | |

## Nominacions i premis per pel·lícula
| pel·lícula                             | Nominacions | Premis |
| -------------------------------------- | ----------- | ------ |
| La llibreria                           | 8           | 5      |
| El autor                               | 8           | 1      |
| Estiu 1993                             | 6           | 2      |
| Handia                                 | 6           | 2      |
| La llamada                             | 5           | 0      |
| Verónica                               | 4           | 2      |
| Abracadabra                            | 4           | 0      |
| No sé decir adiós                      | 3           | 2      |
| Perfectos desconocidos                 | 3           | 0      |
| Zona hostil                            | 2           | 0      |
| Morir                                  | 2           | 0      |
| Incierta gloria                        | 2           | 0      |
| Tadeu Jones 2: El secret del rei Mides | 1           | 1      |
| Muchos hijos, un mono y un castillo    | 1           | 1      |
| La La Land                             | 1           | 1      |

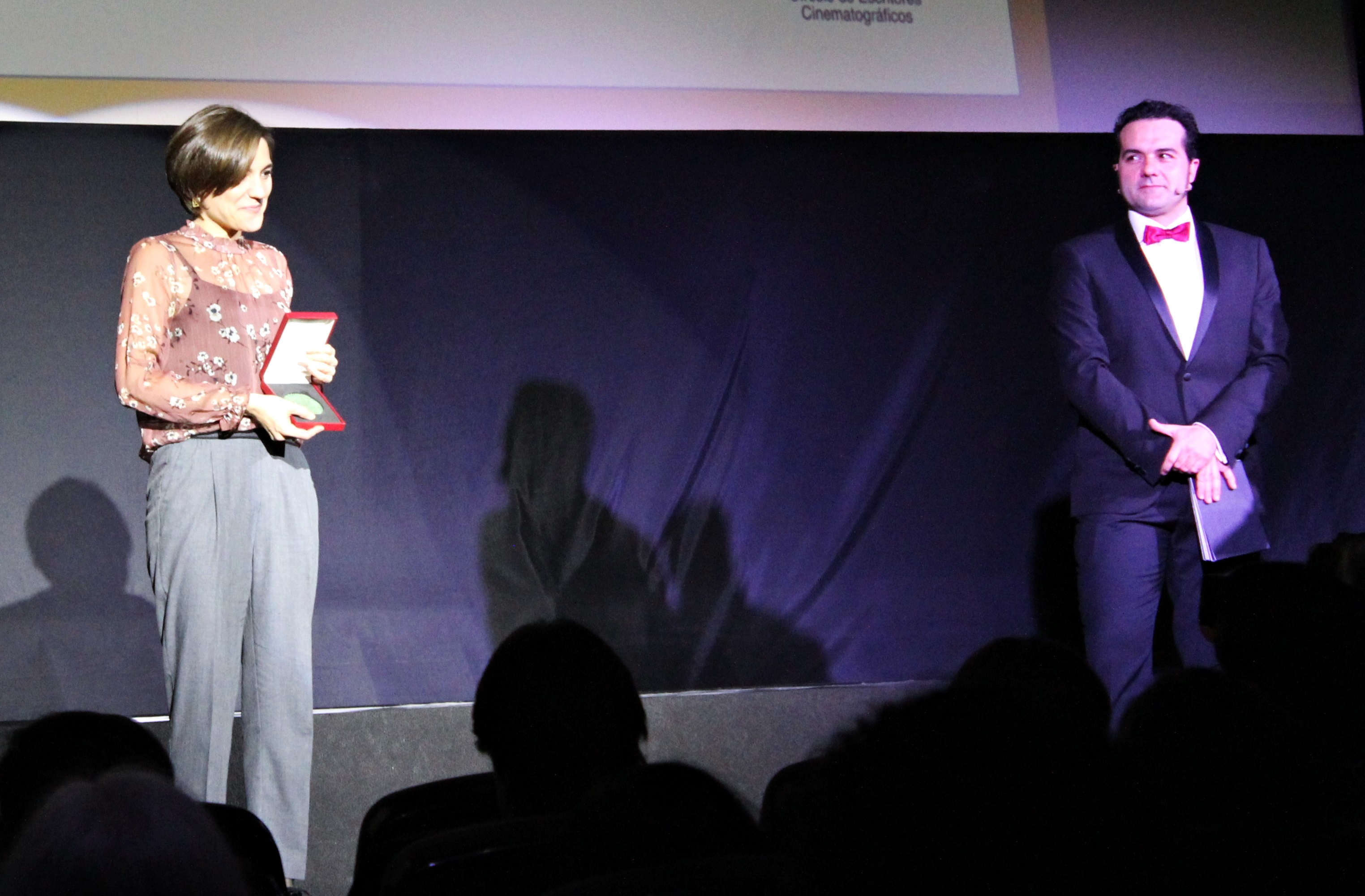
Carla Simón fou premiada com a directora novell i com a guionista per Estiu 1993.

Amb una candidatura i cap medalla: El bar, Selfie, Amar, El pastor, Saura(s), Cantábrico, Converso, Deep, Nur eta herensugearen tenplua, Dunkerque, Coco, Lumière! L'aventure commence i Lady Macbeth.